# Harmochirini
Harmochirini è una tribù di ragni appartenente alla sottofamiglia Pelleninae della famiglia Salticidae dell'ordine Araneae della classe Arachnida.

## Distribuzione
I quattro generi oggi noti di questa tribù sono diffusi in Africa e Asia.

## Tassonomia
A dicembre 2010, gli aracnologi riconoscono quattro generi appartenenti a questa tribù:
- Featheroides Peng et al., 1994 — Cina (2 specie)
- Harmochirus Simon, 1885 — Africa, Asia, Madagascar (9 specie)
- Paraharmochirus Szombathy, 1915 — Nuova Guinea (1 specie)
- Vailimia Kammerer, 2006 — Borneo (1 specie)